# Електромеханічний факультет ТНТУ імені Івана Пулюя
Електромеханічний факультет Тернопільського національного технічного університету імені Івана Пулюя — колишній структурний підрозділ Тернопільського національного технічного університету імені Івана Пулюя в 1988—2016 роках. У 2016 році в повному складі увійшов до новоствореного факультету прикладних інформаційних технологій та електроінженерії (ФПТ).

## Склад факультету
Декан електромеханічного факультету Андрійчук Володимир Андрійович.
На електромеханічному факультеті навчалися понад 800 студентів на денній та заочній формах навчання.
Факультет здійснював підготовку:
- бакалаврів з базового напрямку: «Електротехніка електротехнології»;
- інженерів-електриків за спеціальністю «Світлотехніка та джерела світла», «Системи енергоспоживання» та інженерів з енергетичного менеджменту;
- магістрів за спеціальністю «Світлотехніка та джерела світла», «Системи енергоспоживання», «Енергетичний менеджмент».

Електромеханічний факультет співпрацював із факультетом систем керування та інформаційних технологій Національного авіаційного університету, факультетом електропостачання освітлення міст Харківської Національної академії міського господарства, Інститутом енергетичного менеджменту Національного університету КПІ, кафедрою електротехніки та автоматики Академії Технічно-Гуманістичної (м. Бельско-Бяла, Польща).
Професорсько-викладацький склад факультету: 8 докторів наук, професорів, 27 кандидатів наук, доцентів, 18 старших викладачів та асистентів.
На факультеті працювали 33 спеціалізовані навчально-наукові лабораторії, зокрема, електроніки та мікроелектроніки, схемотехніки та мікропроцесорної техніки, джерел світла та електричних та пускорегулювальних апаратів та інші. Науковці кафедр працювали над моделюванням та розробкою високоякісних джерел живлення для потреб світлотехнічної та електротехнічної галузей, розробкою магнітно-індукційних та оптичних систем для дослідження впливу електромагнітних і світлових полів на об'єкти. На факультеті створені науково-дослідні лабораторії електромагнітної сумісності та високоефективних джерел живлення, світлотехнічних систем, енергоощадності та проблем енергетики.
У лабораторіях провідного підприємства світлотехнічної промисловості України «ОСП Корпорація ВАТРА» та ВАТ «СП Ватра-Шредер» проводилися дослідження в області фотометрії, джерел світла, пускорегулювальних апаратів, світлотехнічних приладів та систем. При факультеті активно працював навчально-науково-виробничий комплекс «Світло».

### Кафедри
- світлотехніки
- енергозбереження та енергетичного менеджменту
- систем енергоспоживання та комп'ютерних технологій в енергетиці
- електротехніки